# Skrobacja
Skrobacja – osada pofolwarczna w Polsce położona w województwie kujawsko-pomorskim, w powiecie brodnickim, w gminie Bartniczka. Osada wchodzi w skład sołectwa Komorowo.
W latach 1975–1998 miejscowość administracyjnie należała do województwa toruńskiego.

## Demografia
- W roku 1885 obszar osady zamieszkiwało 19 osób w 1 budynku
- W roku 1921 obszar osady zamieszkiwało 38 osób w 3 budynkach